# Ekremokarpus
Ekremokarpus (lat. Eccremocarpus), biljni rod iz porodice katalpovki smješten u tribus Tourrettieae. Sastoji se od 3 južnoameričke vrste zimzelenih lijana ili penjačica. Tipična je vrsta Eccremocarpus viridis. Najpoznatija i najraširenija je Eccremocarpus scaber, vrsta uvezena i na Novi Zeland. Ova vrsta ima uske cjevaste cvjetove, a uzgaja se kao jednogodišnja biljka.

## Opis
Prvi put je opisan i objavljen u Florae Peruvianae, et Chilensis Prodromus 90. 1794.

## Vrste
1. Eccremocarpus huianaccapac Vargas, peruanski endem.
2. Eccremocarpus scaber Ruiz & Pav.
3. Eccremocarpus viridis Ruiz & Pav.

## Sinonimi
- Calampelis D.Don; Edinburgh N. Phil. J. 7: 89 (1829)